# Asota detecta
Asota detecta là một loài bướm đêm trong họ Erebidae.